# Wiktor Adolf książę Bentheim i Steinfurt
Wiktor Adolf Wilhelm Otto książę Bentheim i Steinfurt (ur. 18 lipca 1883 w Poczdamie; zm. 4 czerwca 1961 w Burgsteinfurt, Rejencja Münster) – niemiecki arystokrata, od 1919 roku do śmierci nominalny książę Bentheim i Steinfurt. 

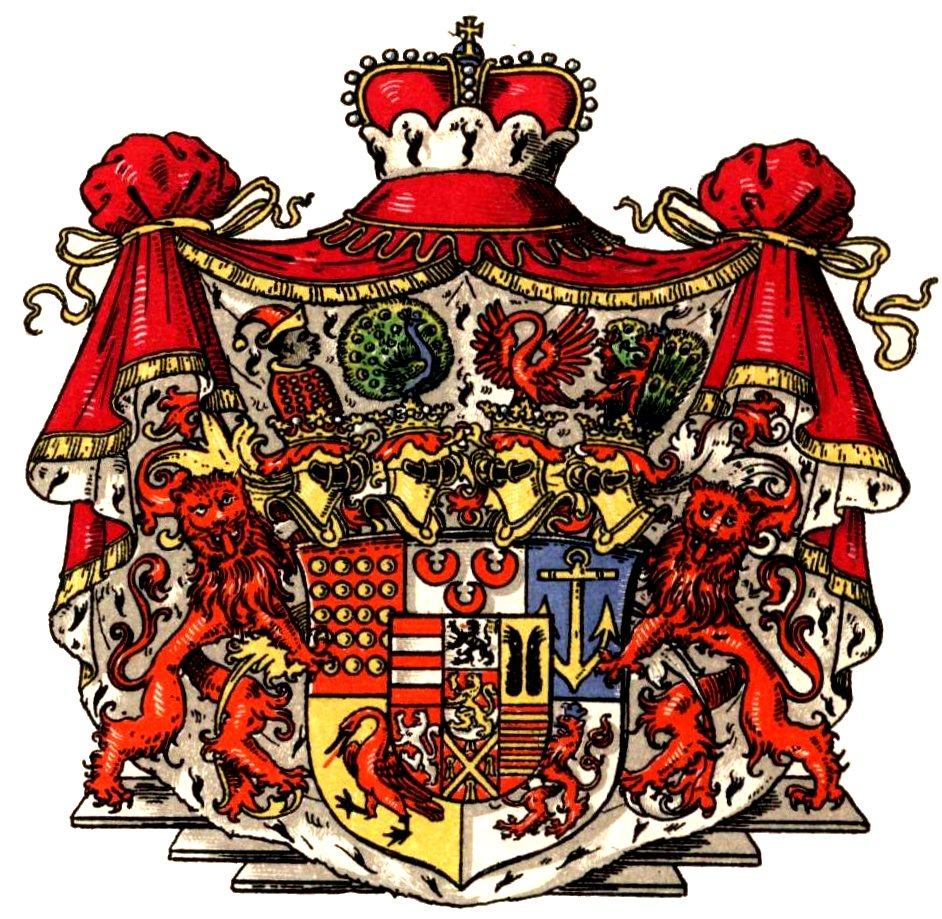
Herb rodziny hrabiów i książąt Bentheim i Steinfurt z 1589 roku

## Życiorys
Wiktor Adolf był drugim synem księcia Alexis Bentheim i Steinfurt (1845–1919) i jego żony Pauliny Waldeck-Pyrmont (1855–1925), córki księcia Jerzego Wiktora Waldeck-Pyrmont oraz księżniczki Heleny Nassau-Weilburg (1831–1888). Książę miał siedmioro rodzeństwa. Uczęszczał do szkoły średniej Arnoldinum na Zamku Steinfurt. Od 1908 roku pracował jako aplikant adwokacki. Po zakończeniu nauki rozpoczął służbę wojskową. Służył w randze kapitana w Pierwszym Pułku Ułanów Gwardii. Stacjonował między innymi w Poczdamie. Po rezygnacji starszego brata Eberwyna z prawa do dziedziczenia w 1909 roku został następcą ojca.
W 1919 roku już po zakończeniu wojny został głową rodziny Bentheim i Steinfurt. W myśl postanowień artykułu 109 konstytucji Republiki Weimarskiej utracił jak wielu innych przedstawicieli rodzin arystokratycznych swój tytuł. Pozostało mu honorowe przewodnictwo w rodzinie książęcej i równie honorowy tytuł Księcia, niem. Prinz.
Książę Wiktor zmarł 4 czerwca 1961 roku na Zamku Steinfurt.

## Małżeństwo i rodzina

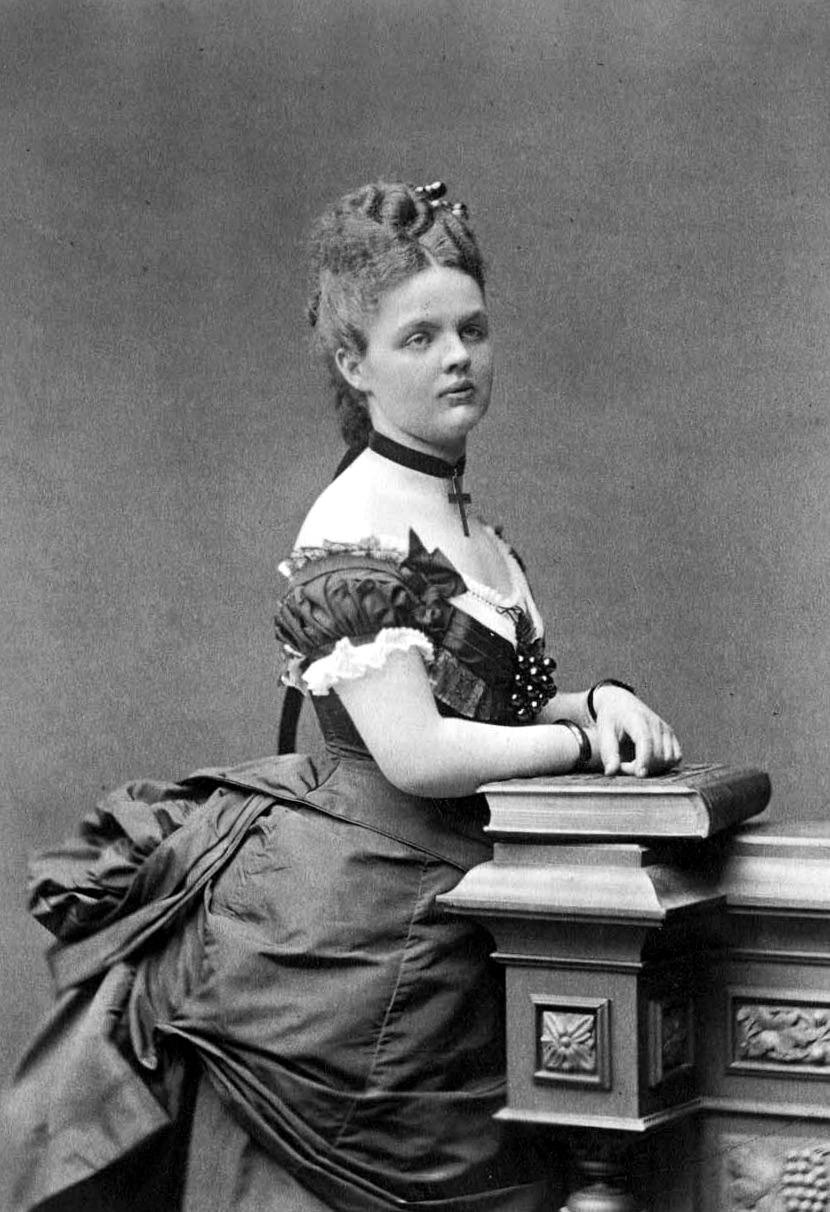
Paulina Waldeck-Pyrmont, matka księcia Wiktora

W 1921 roku książę Wiktor poślubił księżniczkę Stefanię Schaumburg-Lippe (1899–1925), córkę księcia Fryderyka von Schaumburg-Lippe (1868–1945) oraz księżniczki Luizy Duńskiej (1875–1906), córki króla Fryderyka VIII. Wiktor i Stefania mieli czworo dzieci:
- Alexis Fryderyk (ur. 30 lipca 1922; zm. 2 grudnia 1943) – zaginął podczas lotu samolotem Messerschmitt Bf 109,
- Chrystian (ur. 9 grudnia 1923) – obecna głowa rodziny Bentheim i Steinfurt

∞ 1950 Sylvia hrabina von Pückler (1930–2013)
- Adolf (ur./zm. 2 maja 1925),
- Wiktor (ur./zm. 2 maja 1925).

Po śmierci Stefanii (zmarła podczas porodu) książę Wiktor ożenił się po raz drugi. 30 czerwca 1931 roku poślubił w Lich księżniczkę Różę Helenę Solms-Hohensolms-Lich (1901–1963), córkę księcia Reinharda Ludwika, księcia Solms-Hohensolms-Lich (1867–1951) i Marii Klary Róży hrabiny Solms-Sonnenwalde-Pouch (1879–1965). Para miała siedmioro dzieci: 
- Juliana (ur. 22 grudnia 1932; zm. 2 października 2013)
- Reinhard Jerzy (ur. 27 marca 1934; zm. 4 kwietnia 2021[3])

∞ 1975 Angelica Emmermann (ur. 1944),
- Maria Adelajda (ur. 14 kwietnia 1935)

∞ 1965 Istvan de Beliczey de Baicza (ur. 1936),
- Karolina Elżbieta (ur. 3 lipca 1936)

∞ 1964 Wolfgang Paul Winkhaus (ur. 1929),
- Ferdynand (ur. 13 sierpnia 1938; zm. 19 września 2010)

∞ 1971 Leonie Keller (ur. 1946),
- Otto Wiktor (ur. 24 lipca 1940; zm. 1 listopada 2016)
- Oskar Arnold (ur. 8 marca 1946; zm. 3 sierpnia 2021)

∞ 1980 Margot Lueke (ur. 1938).